# Lane Stadium
Das Lane Stadium ist ein Football-Stadion in Blacksburg, Virginia, Vereinigte Staaten auf dem Campus der Virginia Polytechnic Institute and State University. Die Spielfläche des Stadions trägt den Namen Worsham Field. Es wird hauptsächlich für American Football genutzt und dient als Heimspielstätte der Virginia Tech Hokies. Das Stadion ist nach Edward Hudson Lane benannt, einem ehemaligen Studenten, örtlichen Geschäftsmann und Förderer der Virginia Tech, während die Spielfläche nach Wes Worsham benannt ist, einem Spender und Förderer der Universität.

## Geschichte
1963 schlug der Schulverwalter Stuart K. Cassell den Bau eines größeren Stadions als Ersatz für das Miles Stadium mit 17.000 Plätzen vor, und am 1. April 1964 wurde mit dem Bau begonnen. Der Bau dauerte insgesamt vier Jahre, aber das erste Spiel wurde bereits 1965 ausgetragen. Zu diesem Zeitpunkt waren nur die Westtribüne und der mittlere Teil der Osttribüne fertiggestellt; der Bau wurde 1969 mit einem offiziellen Kostenaufwand von 2,1 Millionen Dollar abgeschlossen. Das Stadion bot anfangs 35.050 Zuschauern Platz und verfügte über eine Pressetribüne für Gäste, Berichterstatter, Mitglieder der Statistikabteilung, Scouts und Trainer.
Das Lane Stadium blieb 20 Jahre lang weitgehend unverändert, doch 1980 wurde die Osttribüne erweitert, wodurch sich das Fassungsvermögen des Stadions auf 52.500 Personen erhöhte. Weitere Kapazitätserhöhungen erfolgten 1999, 2000, 2002 und 2006.